# Jah Cure

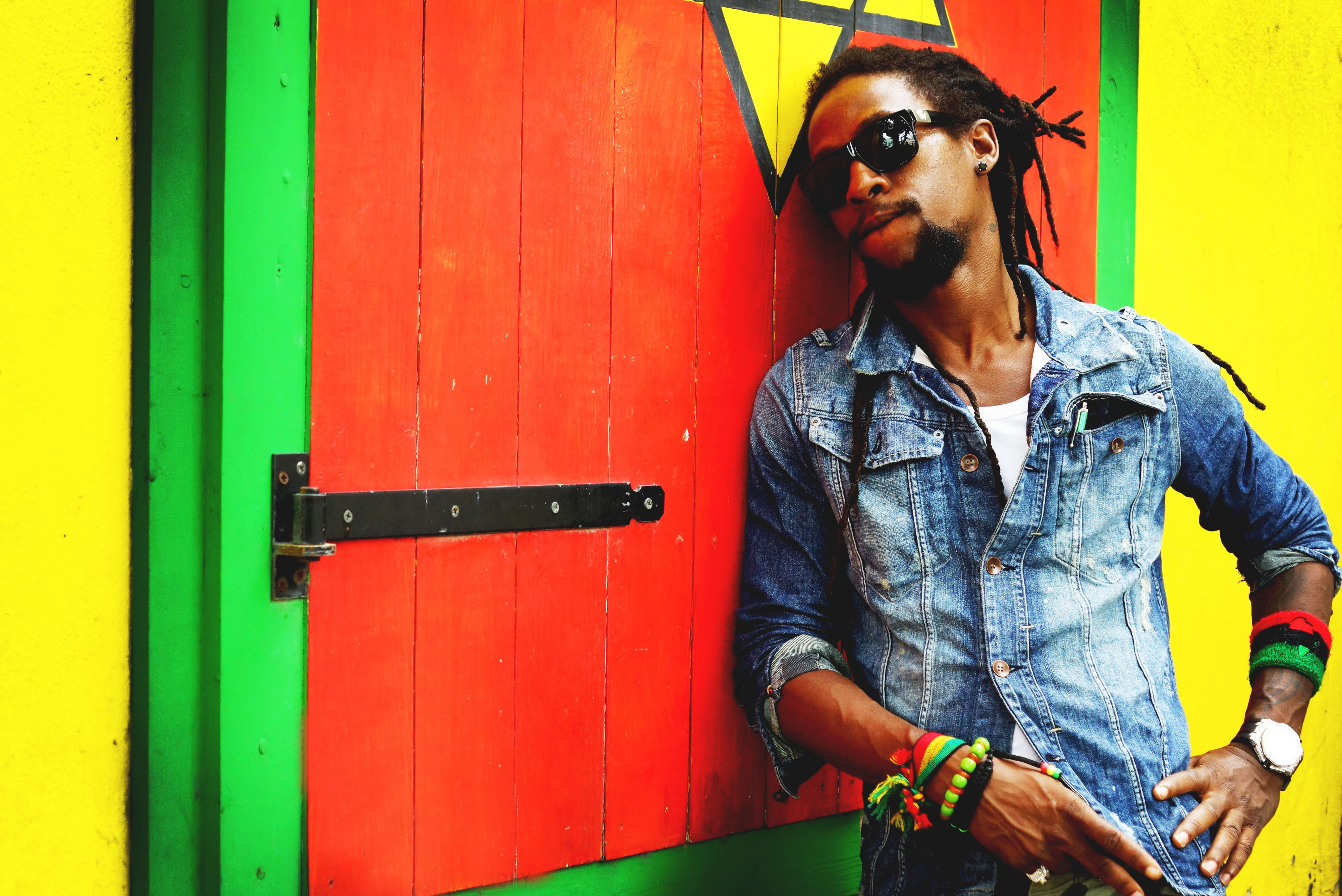
Jah Cure (2013)

Jah Cure (eigentlich Siccaturie Alcock) (* 11. Oktober 1978 in Hanover, Jamaika) ist ein jamaikanischer Reggaemusiker.

## Jugend und Karrierebeginn
Siccaturie Alcock wurde am 11. Oktober 1978 in Hanover (Jamaika)  geboren. Er wuchs dann in Montego Bay auf, wo er die St. James High School besuchte. Er war schon als Jugendlicher von der Musik begeistert, besuchte Dances in der Nachbarschaft oder den Reggae Sunsplash und wollte selbst Reggae-Musiker werden.
Nach seinem Umzug nach Kingston lernte er Künstler wie Sizzla, Jah Mason und Capleton kennen, die ihn unterstützen. Er wurde Rastafari, nachdem Sizzla ihn in die Welt der Bobo Dreads eingeführt hatte. Capleton war es, der ihm den Künstlernamen Jah Cure gab. Unter dem neuen Namen hatte er in Kingston einige kleinere Auftritte und sammelte Erfahrungen in kleineren Aufnahmestudios. In diesen Kreisen wurde er dann vom Sänger und Produzent Beres Hammond entdeckt, der zu seinem Mentor wurde.
Jah Cures erste bedeutende Single erschien 1997. King in This Jungle war ein von Beres Hammond produziertes Duett mit Sizzla, das den Grundstein für Jah Cures musikalische Karriere legte. Viele weitere Songs folgten, seine Beliebtheit wuchs stetig. 1998 tourte Jah Cure an Beres Hammonds Seite durch Europa und die Karibik.
„Jah Cures melancholische Melodien treiben einem selbst dann die Tränen in die Augen, wenn man die Lyrics nicht versteht“, schrieb das Reggae-Magazin Riddim.

## Verhaftung und Gefängnisstrafe
Jah Cure wurde am 16. November 1998 von der Polizei verhaftet und im April 1999 zu 15 Jahren Haft wegen unerlaubten Waffenbesitzes, bewaffneten Raubs und Vergewaltigung verurteilt.
Während seiner Haftzeit erklärten sich eine Reihe prominenter Musiker, unter ihnen Sizzla, Capleton, Jah Mason, Buju Banton und Beres Hammond, solidarisch mit Jah Cure, der stets seine Unschuld beteuert und eine mangelhafte Beweis- und Prozessführung moniert hatte, die ausschließlich auf der Aussage des Opfers beruht habe. Auch Fans des Künstlers starteten eine Solidaritätskampagne unter dem Motto „Free Jah Cure“. Auf der anderen Seite erklärte einer der mit dem Fall betrauten Ermittler später, die Beweislage sei so überwältigend gewesen, dass auf einen DNA-Test verzichtet wurde, auch das Opfer betonte in einem Interview im Jahr 2005 sich bei der Identifizierung absolut sicher gewesen zu sein. Andere Prominente in Jamaika äußerten ihr Entsetzen über die Unterstützung, die Jah Cure während dieser Zeit erfuhr.
In einem Berufungsverfahren wurde die Strafe auf 13 Jahre reduziert. Zwei Anträge auf parole (bedingte Entlassung) wurden abgewiesen. Am 28. Juli 2007 wurde Jah Cure nach acht Jahren Haft bedingt entlassen.

## Fortsetzung des musikalischen Schaffens
Jah Cure hatte im Gefängnis Zugang zu Aufnahmeequipment, so dass er auch während seiner Haftstrafe musikalisch tätig sein konnte. Im August 2000 brachte er mit Free Jah's Cure sein Debütalbum heraus, das bei J&D Records erschien. 2002 begann Danga Zone Entertainment den damals noch inhaftierten Jah Cure zu managen. Im Jahr 2003 erschien das Album Ghetto Life, das bei VP Records erschien. 2004 war ein besonders erfolgreiches Jahr für Jah Cure, denn mit Jamaica und Longing for erreichten zwei Singles Platz eins der jamaikanischen Charts. Im Jahr 2005 folgte mit Freedom Blues das nächste Album, auf dem Sizzla mit einem Beitrag beteiligt war und bei dem mit Philip Burrell, Morgan Heritage und Beres Hammond auch bekannte Produzenten mitwirkten. Jah Cure kam 2007 als einer der ersten in den Genuss des staatlichen Programms Rehabilitation Through Music. Einem dritten Antrag auf vorzeitige Entlassung wurde stattgegeben, am 28. Juli 2007 wurde Cure entlassen.
Wenige Tage darauf, am 31. Juli 2007, wurde Jah Cures viertes Album True Reflections...A New Beginning veröffentlicht, das mit Share the Love einen gemeinsamen Track mit Gentleman enthielt.
Sein erstes Konzert nach der Haftzeit gab er im August 2007 auf dem Reggae Sundance in Eindhoven, wo er als Headliner auftrat. Sein erstes Konzert in Deutschland spielte Jah Cure 2008 auf dem Summerjam-Festival in Köln.
Das Album Universal Cure aus dem Jahr 2009 erreichte Platz zwei der Reggae-Album-Charts des US-amerikanischen Billboard-Magazins.

## Persönliches
Am 7. August 2011 heiratete Jah Cure die TV-Moderatorin und Miss-Jamaica-World-Finalistin Kamila McDonald. Die äthiopisch-orthodoxe Trauungszeremonie fand in Sandy Bay in Hanover statt. Im Februar 2012 sind sie Eltern einer Tochter geworden.

## Diskographie
- Free Jah's Cure: The Album – The Truth (J&D Records, 2000)
- Ghetto Life (VP Records, 1997)
- Freedom Blues (VP Records, 2005)
- True Reflections...A New Beginning (VP Records, 2007)
- Universal Cure (SoBe Entertainment, 2009)
- World Cry (SoBe Entertainment, 2012)
- The Cure (VP Records, 2015)
- Royal Soldier (VP Records, 2019)
- Undeniable (VP Records, 2023)